# Felső állcsont

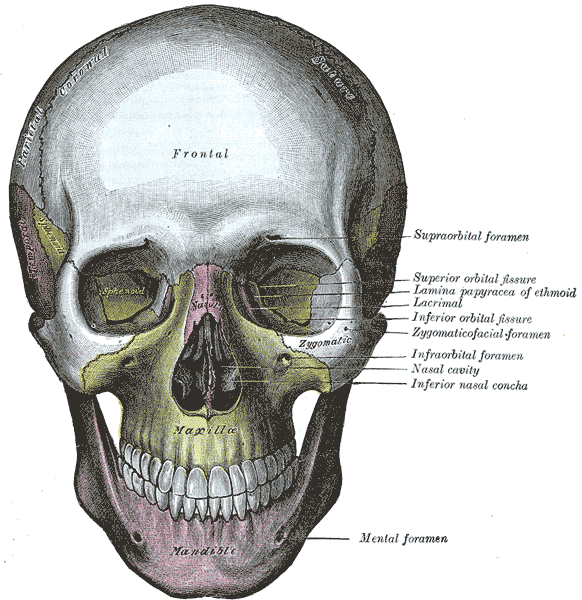
A koponyán a felső állcsont sárgával van jelölve

A felső állcsont (maxilla) egy páros csont az arckoponya elülső, középső részén. Részt vesz a szájüreg, orrüreg, a szemüreg, valamint egy rejtett csontos üreg, a fossa pterygopalatina alkotásában, mely egy autonóm idegdúcot tartalmaz. Ezen kívül hordozza a felső fogsort, és benne található az arcüreg is.

## Felépítése

### Emberben

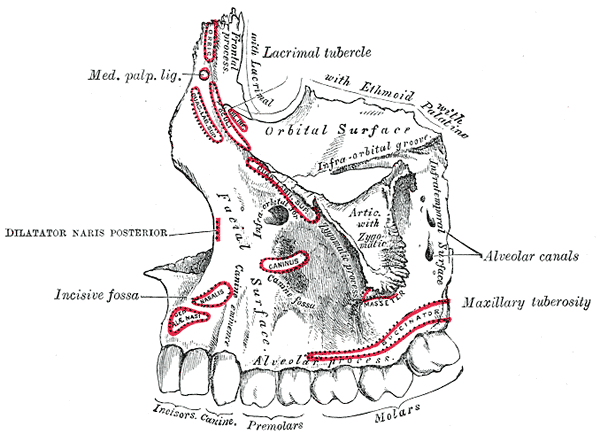
A maxilla oldalnézetből

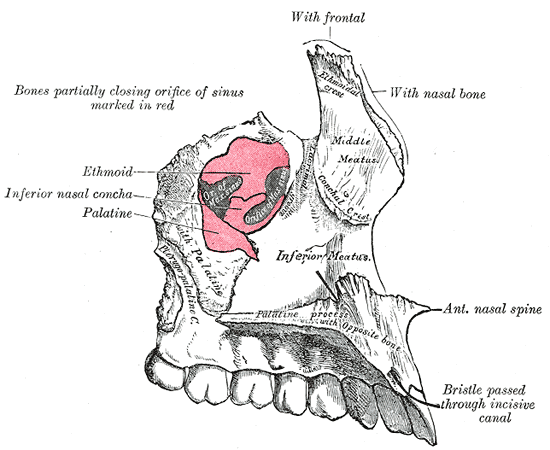
A maxilla mediális felszíne

A felső állcsonton megkülönböztetünk egy testet és négy nyúlványt. A test (corpus maxillae), melynek belsejét teljesen kitölti az arcüreg (sinus maxillaris, Highmore-féle üreg) egy tetraéderre hasonlít, s négy felszíne van. Elülső felszínének (facies anterior corpus maxillae) a közepén nyílik a foramen infraorbitalen keresztül, a hasonnevű ér-ideg köteget tartalmazó canalis infraorbitalis, alatta pedig, a szemfog gyökerétől kissé fentebb, a fossa canina található. A felszín felső széle részt vesz a szemgödör (orbita) bejáratának az alkotásában, melynek az alsó falát a test szemgödri felszíne (facies orbitalis corpus maxillae) alkotja. Ez a háromszög alakú, majdnem vízszintes állású rész mediálisan a könnycsonttal és a rostacsonttal, hátul a szájpadcsont szemgödri nyúlványával, oldalt pedig a járomcsonttal képez varratot. Oldalsó hátsó részét az alsó szemüregi hasadék (fissura orbitalis inferior) határolja, melyből előrefelé az infraorbitalis vájat (sulcus infraorbitalis) indul ki. Ugyancsak az orbitális felszínen, annak a mediális részén található az alsó ferde szemizom (musculus obliqus inferior) eredésére szolgáló kis nyúlvány.
Az orrüregi felszín (facies nasalis corpus maxillae) teljes egészében csak kifejtett maxillán látszik, mível az arckoponya többi csontjai elfedik. Így, a felszín nagy részét kitevő arcüregnyílás is nagymértékben beszűkül. A felszín elülső részén egy vertikális vájat található, melyet a könnycsont és az alsó orrkagyló járattá alakít, ez a könnycsatorna (canalis nasolacrimalis). Hátul a szájpadcsont függőleges nyúlványával egy csatornát képez: (canalis pterygopalatina), ez köti össze szájüreget a (fossa pterygopalatínával).
A hátsó felszín (facies infraorbitalis) oldalsó része a (fossa infraorbitalis) elülső falát alkotja. Itt található egy kidomborodás, a tuber maxillae, melynek alsó részén több kis lyuk (foramina alveolaria) található, melyeken keresztül az őrlőfogakat ellátó idegek (nervi alveolares superior posterior) lépnek be. Ugyancsak itt van a belső röpizom (m. pterygoideus internus) egyik nyalábjának az eredési pontja. A hátsó felszín belső része és az ékcsont processus pterygoideusa zárja közre a (fossa pterygopalatinát).
A homloknyúlvány (processus frontalis maxillae) felfele, befele és hátrafele irányul. Elöl az orrcsonttal, hátul a könnycsonttal, fent pedig a homlokcsonttal képez varratot. Róla ered a felső ajkat emelő izom (m. levator labii superioris) és a szemkörüli izom (m. orbicularis oculi) egyes rostjai. Belső felszínén egy taraj (crista lacrimalis anterior) látható, mely a könnytömlőt tartalmazó gödör (fossa sacci lacrimalis) elülső határa.
A csúcsával lefele néző, háromszög alakú járomnyúlvány (processus zygomaticus maxillae) egy érdes kiemelkedés a test elülső, hátsó és szemgödri felszíneinek a találkozásánál. A háromszög alsó éle tovább folytatódik a fogmedernyúlványon, mint (crista zygomatico-alveolaris). Ez egy fontos támasztó pillére a felső fogsornak. A nyúlvány a járomcsont állcsonti nyúlványával képez varratot.
A fogmedernyúlvány tartalmazza a felső fogakat. A két nyúlvány egy félkört alkot és létrehozza a felső fogívet (arcus alveolaris superior) benne a felső fogsorral (arcus dentalis superior). Mediális részén éles ív formájában megy át a homloknyúlványba. Ez az ív alkotja a csontos orrnyílás (apertura piriformis) alsó részét. A nyúlványon ered a trombitásizom (m. buccinator) egy része.
A szájpadnyúlvány (processus palatina maxillae) a szájpadcsont hasonnevű nyúlványával a csontos szájpadot alkotja. Fent az ekecsonttal ízesül. A két csont egyesülésénél, a középvonalban elöl egy járat jön létre (canalis nasopalatina), mely összeköti a szájüreget az orrüreggel. Benne halad a kétoldali (nervus nasopalatinus). A nyúlványon több kis dudor (rugae palatinae) látható.

## Fejlődése
Az első kopoltyúív származéka.

## Betegségei
A csont leggyakoribb elváltozása annak fogeredetű, vagy meghűlés okozta gyulladása (sinusitis maxillaris).